# Lesmont
Lesmont ist eine französische Gemeinde mit 301 Einwohnern (Stand: 1. Januar 2022) im Département Aube in der Region Grand Est; sie gehört zum Arrondissement Bar-sur-Aube und zum Kanton Brienne-le-Château. Die Einwohner werden Queuntons genannt.

## Geographie
Lesmont liegt in der Landschaft Champagne sèche, rund 24 Kilometer ostnordöstlich von Troyes am Fluss Aube. Umgeben wird Lesmont von den Nachbargemeinden Chalette-sur-Voire im Norden, Bétignicourt im Nordosten, Saint-Christophe-Dodinicourt im Osten und Nordosten, Précy-Saint-Martin im Osten und Südosten, Précy-Notre-Dame im Süden und Südosten, Pel-et-Der im Süden sowie Molins-sur-Aube im Westen.

## Bevölkerungsentwicklung
| Jahr                       | 1962 | 1968 | 1975 | 1982 | 1990 | 1999 | 2006 | 2011 | 2018 |
| Einwohner                  | 359  | 328  | 260  | 281  | 244  | 301  | 351  | 333  | 306  |
| Quellen: Cassini und INSEE |      |      |      |      |      |      |      |      |      |

## Sehenswürdigkeiten
- Kirche Saint-Pierre-ès-Liens aus dem 13. Jahrhundert, Umbauten aus dem 16. Jahrhundert, seit 2003 Monument historique
- Rathaus von 1784
- Markthalle, 1814 zerstört, 1855 wieder errichtet
- Fachwerkhaus aus dem Jahre 1577, Monument historique

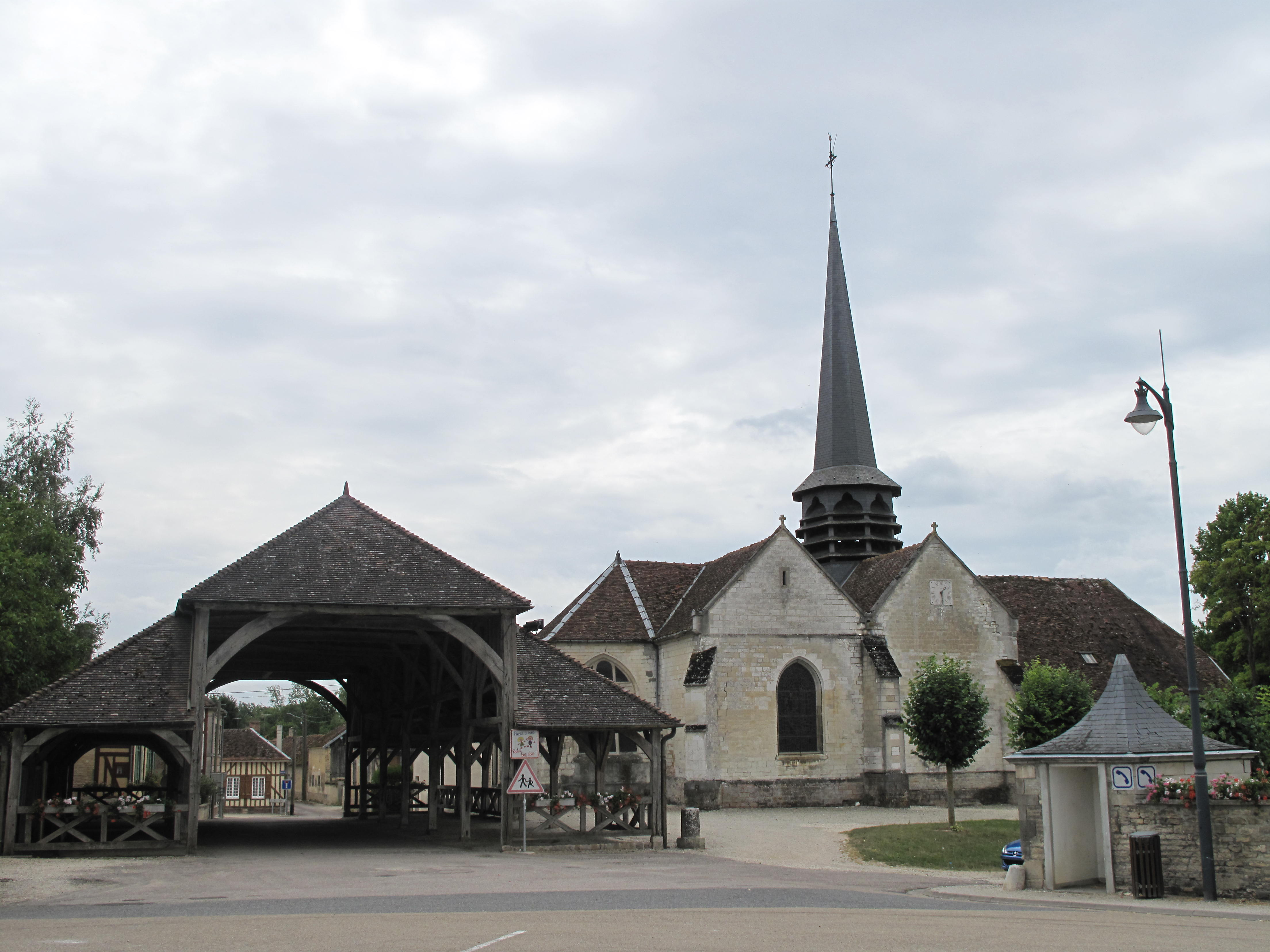
Markthalle und Kirche Saint-Pierre-ès-Liens